# Kanin (półwysep)
Kanin (ros. полуостров Канин) – półwysep w europejskiej części Rosji, pomiędzy Morzem Białym na zachodzie a Morzem Barentsa na wschodzie. Powierzchnia 10,5 tys. km², długość ponad 200 km. Szerokość 70-100 km. Obszar nizinny z nielicznymi wzgórzami (do 242 m n.p.m.), pokryty utworami polodowcowymi.
Klimat subpolarny, liczne jeziora i bagna, roślinność tundrowa.
Kanin jest słabo zaludniony, mieszkańcy (głównie Nieńcy) zajmują się łowiectwem, rybołówstwem i hodowlą reniferów.

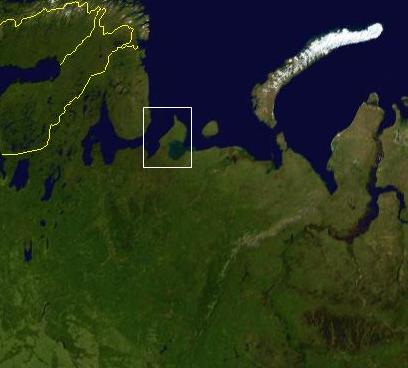
Położenie na mapie

Miejscowości znajdujące się na półwyspie:
- Nieś (Несь)
- Cziża (Чижа)
- Kija (Кия)
- Szojna (Шойна)

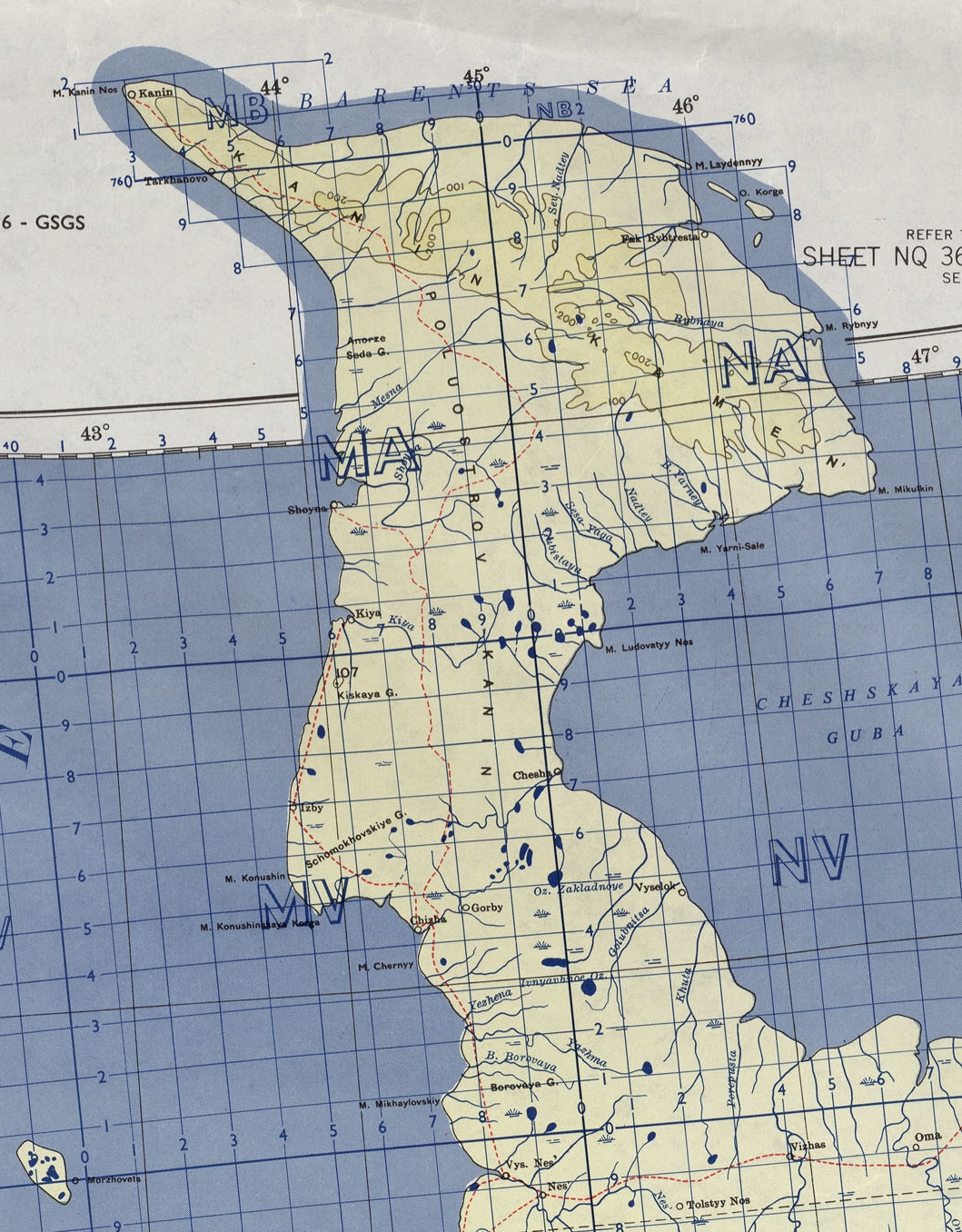
Mapa półwyspu z 1956 roku, wykonana przez United States Army

W pobliżu Cziży znajduje się poligon rakietowy Cziża.